# Creysse (Lot)
Creysse település Franciaországban, Lot megyében. Lakosainak száma 311 fő (2022. január 1.). Creysse Martel, Baladou, Meyronne, Montvalent, Saint-Sozy és Mayrac községekkel határos.

## Népesség
A település népességének változása:
| Lakosok száma | 264  | 248  | 227  | 287  | 294  | 287  | 305  | 314  | 307  | 311  |
|               | 1968 | 1982 | 1990 | 2006 | 2013 | 2015 | 2017 | 2019 | 2020 | 2022 |